# Georges Lemoine (homme politique)
Pour les articles homonymes, voir Georges Lemoine et Lemoine.
Georges Lemoine, né le 20 juin 1934 à Rouen (Seine-Inférieure) et mort le 25 juillet 2025 à Caen (Calvados), est un homme politique français.
Universitaire, il rejoint la Convention des institutions républicaines dans les années 1960 puis le Parti socialiste en 1971. Maire de Chartres de 1977 à 1998, il est élu député en Eure-et-Loir à plusieurs reprises entre 1977 et 2002.
Durant le premier septennat de François Mitterrand, il occupe successivement les postes de secrétaire d'État chargé de l'Énergie, de secrétaire d'État chargé de la Défense et de secrétaire d'État chargé des DOM-TOM entre 1981 et 1986.

## Biographie

### Jeunesse et formation
Georges Lemoine est issu d'une famille modeste. Son père était cheminot à Sotteville-lès-Rouen[réf. nécessaire].
Ancien élève de l'École normale supérieure de Saint-Cloud (1956 L), il devient maître de conférences en littérature générale et comparée et professeur honoraire de la Sorbonne[Quand ?].
Georges Lemoine rejoint la Convention des institutions républicaines où il rencontre François Mitterrand en 1965.

### 1973-1995: chef de file des socialistes euréliens
Georges Lemoine connaît sa première expérience en politique en se présentant sur une liste de centre gauche à Dreux (tout au nord du département d'Eure-et-Loir) aux élections municipales de 1971. Après cet échec, il rejoint le Parti socialiste, dont il souhaite faire une force politique importante dans un département encore dominé par une tradition radical-socialiste.
En 1972, il se présente sans succès dans la première circonscription d'Eure-et-Loir face à Claude Gerbet, député républicain indépendant sortant .
Sa carrière politique commence véritablement en septembre 1973 quand il remporte les élections cantonales et se confirme en 1977, quand il est élu maire de Chartres et surtout l'année suivante quand il devient député.

#### 1977: élection à la mairie de Chartres
Georges Lemoine est élu maire de Chartres dès le premier tour par 50,55% des voix face à Jean Laillet, maire sortant et candidat de la majorité.
Durant son premier mandat, Georges Lemoine veut faire de Chartres une ville de congrès en favorisant la tenue de foires nationales sur le territoire de la commune. Pour ce faire, le maire s'emploie notamment à développer la capacité hôtelière de la ville via l'implantation de nouveaux hôtels, malgré l'opposition de la Confédération nationale des hôteliers.
En 1980, il inaugure le Centre international du vitrail en présence du président de la République Valéry Giscard d'Estaing.
Durant son premier mandat, Georges Lemoine entre en conflit ouvert avec son premier adjoint André Heitz. Il démissionne de son mandat début octobre 1981 — seul moyen pour Georges Lemoine de se séparer de son premier adjoint avant la préparation des élections municipales de 1983. Il est réélu sans surprise comme maire par le conseil municipal le 12 octobre 1981.

#### 1981-1986: secrétaire d'État
En mai 1981, à la faveur de l'élection de François Mitterrand à la présidence de la République, Georges Lemoine devient un cadre important du PS. Nommé secrétaire d'État auprès du ministre de l'industrie, il occupe cette fonction un mois seulement, jusqu'aux élections législatives anticipées. Réélu député au second tour contre Monique Pelletier, il cède aussitôt son mandat à son suppléant pour participer à trois autres gouvernements pendant cinq ans, jusqu'en mars 1986 (détail : infra).
Par deux fois il est réélu député. Tout d'abord en mars 1986, alors que l'Assemblée passe à la droite, puis en juin 1988, quand, après la réélection de Mitterrand à l'Élysée, elle revient à la gauche.

#### 1989: réélection à la mairie de Chartres
En 1988, Georges Lemoine lance le projet d'un « Centre international médiéval » pour mettre en valeur le patrimoine de la ville, retenir plus longuement les visiteurs et valoriser l'image de Chartres. Le projet prévoit l'aménagement sous le parvis de la cathédrale d'un musée d'art religieux de 15 000 m2. Un chantier de fouilles archéologique est lancé en 1990, suivi en 1993 d'un concours d'architecte, mais le projet n'aboutit pas.
Lors des élections municipales de 1989, Georges Lemoine est réélu à la mairie de Chartres dès le premier tour. Pour relancer l'activité économique dans la ville, il crée en 1991 une nouvelle zone d'activités de 200 hectares à proximité de l'autoroute A11, baptisé « jardin d'entreprises », pour accueillir des entreprises industrielles et tertiaires.

#### 1992-1995: dissensions avec le Parti socialiste
Georges Lemoine crée son propre club politique, l'Union républicaine pour l'Eure-et-Loir (UREL), qui rassemble des socialistes et des radicaux de gauche. Ce club suscite les critiques de certains militants socialistes euréliens qui la qualifient de « fédération Lemoine » et lui reprochent son ouverture aux militants du Parti radical de gauche.
En 1992, Georges Lemoine refuse d'être le chef de file du Parti socialiste aux élections régionales dans le Centre. Il refuse par ailleurs de choisir entre la liste de son parti, dirigée par l'une de ses adjointes à la mairie, Maryvonne Radix, et celle dirigée par François Huwart, conseiller régional sortant radical de gauche, et par ailleurs vice-président de l'UREL. La concurrence entre les deux listes ravive d'anciennes inimitiés entre socialistes et radicaux en Eure-et-Loir. Certains militants socialistes reprochent par ailleurs à Georges Lemoine d'avoir soutenu en sous-main la liste du candidat radical.
Lors des législatives de 1993, quand la gauche redevient minoritaire, Lemoine est battu par le candidat du RPR Gérard Cornu. Cet échec marque un premier tournant dans sa carrière politique.
Lors des élections cantonales de 1994, le Parti socialiste décide d'accorder l'investiture à la conseillère sortante, Maryvone Radix-Martin, par ailleurs adjointe à la mairie de Chartres et que Lemoine démet alors aussitôt de ses fonctions. Résolu à ne rien se laisser imposer par son parti, quitte à s'opposer à lui, il se présente sous les couleurs de l'UREL. Exclu du Parti socialiste, il remporte l'élection dès le 1er tour.

### 1995-2001: une période de transition
Après avoir contourné une contestation interne au PS en créant l'UREL, Georges Lemoine est réélu maire de Chartres en 1995.
Mais qualifiée par la presse de « belle endormie », la ville doit faire face à une situation financière difficile, rendue publique par un rapport de la Chambre régionale des comptes (CRC) de 1996. Lemoine prend alors des mesures drastiques (augmentation forte des impôts et maîtrise sévère des dépenses) pour éviter une mise de la ville sous la tutelle du préfet.
En 1997, il est réélu député d'Eure-et-Loir, cette fois d'extrême justesse, par 50,82% des voix au second tour. Pour éviter le cumul des mandats, il doit démissionner de son mandat de maire l'année suivante. Demeurant toutefois membre du conseil municipal, il est élu premier adjoint au nouveau maire, Jean-Louis Guillain (sans étiquette), conservant son ancien bureau à l'hôtel de ville. Il reste président du district de Chartres, qui se transforme le 1er janvier 2000 en communauté d'agglomération Chartraine (COMACH, aujourd'hui Chartres Métropole), dont il accroît les compétences par rapport à celles des communes membres.
Qui plus est, en mars 2001, il est réélu au conseil général d'Eure-et-Loir.

### 2001-2002: perte des mandats municipaux et de député
Coup sur coup, Georges Lemoine va connaître deux cuisants échecs électoraux lors des élections municipales de 2001 et des élections législatives de 2002.

#### 2001: défaite lors des élections municipales et métropolitaines
En 2001, Georges Lemoine se présente comme candidat à la mairie sans le soutien du Parti socialiste. À la suite des difficultés financières rencontrées[pas clair], plusieurs listes sont en concurrence à Chartres, à gauche comme à droite. À gauche, Pascal Ory, candidat investi par le PS et soutenu par Lemoine, est concurrencé par une liste dissidente, Énergie Citoyenne, conduite par Philippe Méry, qui demande explicitement à Lemoine de se retirer de la vie politique. À droite, la liste investie par le RPR et l'UDF, conduite par Éric Chevée, est elle aussi distancée par une liste dissidente, conduite par Jean-Pierre Gorges.
Au premier tour, Chevée (20,6%) se retire au profit de Gorges (22,6%) tandis qu'à gauche, la liste Ory (27,2%) fusionne avec la liste Méry (14,3%) mais au prix d'âpres négociations et avec l'engagement qu'en cas de victoire, Lemoine ne soit ni maire ni président de la Communauté d'Agglomération. Au second tour, le 23 mars, la liste menée par Gorges l'emporte par 51,8% .
Pour Lemoine, cet échec a une autre conséquence : la ville de Lucé, deuxième commune de l'agglomération chartraine, ayant conduit à la mairie un membre « divers droite », le conseil de la COMACH devient majoritairement composé d'élus de droite et du centre. Tout fraichement élu maire de Chartres, Gorges succède alors à Lemoine à sa présidence.

#### 2002: défaite lors des élections législatives
En octobre, Martial Taugourdeau (RPR), président du Conseil général depuis 1986, décède accidentellement. Lemoine souhaite alors devenir le nouveau leader de l'opposition dans le département. Mais une nouvelle déconvenue l'attend l'année suivante.
Après qu'aux élections présidentielles, le candidat de la gauche, Lionel Jospin, se soit fait éliminer du second tour par le candidat du Front national, Jean-Marie Le Pen, la droite remporte aisément la majorité absolue des sièges à l'Assemblée. Comme beaucoup d'autres membres de la « gauche plurielle », Georges Lemoine est battu, en l'occurrence au second tour, par 45,7% des voix contre 54,3% pour Jean-Pierre Gorges. Le 18 juin, il ne conserve plus alors que deux mandats : conseiller général du canton de Chartres Sud-Est et conseiller municipal de Chartres.

### 2002-2011: déclin politique
Après ses récents échecs électoraux, Lemoine va peu à peu perdre son leadership dans le département, rencontrant un concurrent en la personne de Jacky Jaulneau. Depuis 1999, celui-ci est le député PS de la 3e circonscription d'Eure-et Loir, en tant que suppléant de François Huwart (nommé secrétaire d'État au sein du gouvernement Jospin).
En 2004, les cantonales reconduisent la majorité UMP-UDF-DVD à la tête du Département. Lemoine quitte alors le groupe de l'opposition PS-DVG-Républicains qui ne l'a pas réélu à la commission permanente, et crée le « groupe autonome pour la démocratie sociale » (GADS), tentant une ouverture auprès des membres UDF, DVD et DVG. Celle-ci ne se concrétisant pas, il demeure l'unique membre du GADS et vote pour le budget présenté par le président UMP (en 2005, 2006 et 2007, en revanche, il unira sa voix à celles des membres du groupe d'opposition, en s'abstenant sur le budget). Il indique son intention de constituer une liste aux municipales de 2008, intention qu'il ne concrétisera finalement pas.
En 2007, Lemoine annonce sa candidature sur la commune du Favril, à peine peuplée de 300 habitants (qui plus est sur une liste menée par un membre de l'UMP) ainsi que sa candidature aux cantonales de 2008, ceci malgré l'investiture de David Lebon par le PS.
En 2008, à l'issue du 1er tour de la cantonale, il arrive en deuxième position (21,5%), derrière Élisabeth Fromont, candidate de l'UMP (25,21%), mais peu avant David Lebon (20,57%). Ce dernier lui reproche d'avoir fait figurer sur ses bulletins la mention « candidat socialiste », source selon lui de confusion. Contrairement à ses engagements pris publiquement avant le 1er tour, il maintient sa candidature au second tour. Bénéficiant alors d'un report partiel des voix du MoDem, il obtient 35,1% des voix, devançant cette fois largement Lemoine (24,76%). Les divisions des deux hommes favorisent Élisabeth Fromont, qui est élue à 40,14%. Autre échec : Lemoine n'est pas élu au conseil municipal de Favril.
Au soir du 16 mars, l'ancien ministre et député-maire se retrouve pour la première fois depuis 1973 sans aucun mandat électif. À la suite de l'annulation de l'élection de Françoise Vallet, il annonce en juillet qu'il se porte candidat dans la 1re circonscription. Alors que ses adversaires sont à nouveau David Lebon (PS) et Jean-Pierre Gorges (UMP), il motive ainsi sa candidature : « Le Parti socialiste n'ayant pas de candidat répondant à la philosophie que j'ai toujours eue, c'est-à-dire l'union de la gauche, j'ai décidé d'être candidat ». Ayant reçu le soutien du Parti ouvrier indépendant (ex-Parti des travailleurs), il ne recueille au premier tour que 14,51 % des voix, ce qui le place en troisième position, derrière David Lebon (28,09 %) et Jean-Pierre Gorges (47,76 %). Ne pouvant maintenir sa candidature, « [il laisse] ses électeurs et électrices se déterminer en toute liberté pour le second tour »,. Le 14 septembre 2008, Gorges est finalement réélu.
En octobre 2010, Lemoine annonce cette fois sa candidature aux cantonales de 2011 sur le canton de Mainvilliers avec l'investiture du Parti ouvrier indépendant, dont il se déclare membre depuis plusieurs années. Classé 5e au premier tour, avec seulement 5,74% des voix, il se retire et c'est le candidat du PS, Nicolas André, qui est finalement élu (détail des résultats).
Son action politique prend ainsi fin le 27 mars 2011.

### Après la politique
Après son retrait de la vie politique, l'ancien secrétaire d'État vit des moments difficiles. Interrogé peu avant son 80e anniversaire, pendant la campagne des municipales de 2014, il déclare qu'il aurait aimé « […] créer (à Chartres) un centre d'histoire et de recherches sur le parvis de la cathédrale, pour que l'on puisse faire connaître l'évolution de ce site historique au fil des siècles ».

### Mort
Georges Lemoine meurt à l'âge de 91 ans le 25 juillet 2025 à Caen.

## Mandats et fonctions

### Fonctions gouvernementales
Secrétaire d’État auprès du ministre de l’industrie, chargé de l’énergie :
- gouvernement Pierre Mauroy (1) : du 22 mai au 22 juin 1981

Secrétaire d'État auprès du ministre de la défense :
- gouvernement Pierre Mauroy (2) : du 23 juin 1981 au 22 mars 1983

Secrétaire d'État auprès du ministre de l'Intérieur et de la décentralisation, chargé des départements et des territoires d’outre-mer :
- gouvernement Pierre Mauroy (3) : du 23 mars 1983 au 19 juillet 1984
- gouvernement Laurent Fabius : du 19 juillet 1984 au 20 mars 1986

### Mandat national
- Député PS du département d'Eure-et-Loir :  élu en 1978, réélu en 1981, 1986, 1988 et en 1997

### Mandats locaux
- 1973-1988 et 1994-2008 : Conseiller général d'Eure-et-Loir
- ? à 1998 : Conseiller régional du Centre
- 1977 à 1998 : Maire de Chartres
- 1998 à 2001 : Adjoint au maire de Chartres
- ? à 2001 : Président du District puis de la communauté d'agglomération chartraine

## Distinctions
- Chevalier de la Légion d'honneur dans la promotion du 14 juillet 1994[31].
- Médaille d'honneur de l'engagement ultramarin, échelon or (2022) au titre d' « ancien secrétaire d'État aux DOM-TOM »[32].